# Verwaltungsbeirat
Der Verwaltungsbeirat ist ein im Wohnungseigentumsgesetz beim Wohnungseigentum vorgesehener Beirat mit beratender und kontrollierender Funktion.
Der Verwaltungsbeirat unterstützt und überwacht als Gremium die Wohnungseigentumsverwaltung. Die Wohnungseigentümergemeinschaft ist auch ohne Verwaltungsbeirat in vollem Umfang handlungs- und funktionsfähig. Eine Wahl ist nicht vorgeschrieben.
Nicht zu verwechseln ist dieser Verwaltungsbeirat mit ähnlich lautenden Funktionen bei Gesellschaften wie der GmbH, wo er ebenfalls kein Organ ist.

## Rechtsfragen

### Wahl des Verwaltungsbeirats
Wohnungseigentümer können durch Beschluss zum Mitglied des Verwaltungsbeirats bestellt werden. Hat der Verwaltungsbeirat mehrere Mitglieder, ist ein Vorsitzender und ein Stellvertreter zu bestimmen (§ 29 Abs. 1 WEG). Seit der WEG-Reform 2020 gibt es keine Vorgaben mehr für die Anzahl der Mitglieder. Die Wahl eines Beirats ist auch nicht zwingend vorgeschrieben, sondern die Wohnungseigentümer können durch Stimmenmehrheit die Wahl eines Verwaltungsbeirats beschließen.

### Aufgaben
Der Verwaltungsbeirat unterstützt und überwacht den Verwalter bei der Durchführung seiner Aufgaben. Die Aufgabe der Überwachung des Verwalters wurde mit der WEG-Reform 2020 hinzugefügt. Wie die Überwachung des Verwalters im Einzelfall durchzuführen ist, ist im WEG nicht geregelt. Der Wirtschaftsplan und die Jahresabrechnung werden vom Verwaltungsbeirat geprüft und mit dessen Stellungnahme versehen (§ 29 Abs. 2 WEG).
Der Vorsitzende des Verwaltungsbeirats oder dessen Vertreter können zur Wohnungseigentümerversammlung einladen, wenn ein Verwalter fehlt oder er sich pflichtwidrig weigert, die Versammlung einzuberufen (§ 24 Abs. 3 WEG). Zu den Aufgaben des Vorsitzenden bzw. dessen Vertreter gehört es auch, die Niederschrift über die Wohnungseigentümerversammlung mit zu unterzeichnen (§ 24 Abs. 6 WEG).
Der Vorsitzende des Verwaltungsbeirats oder ein durch Beschluss dazu ermächtigter Wohnungseigentümer vertritt die Gemeinschaft der Wohnungseigentümer gegenüber dem Verwalter (§ 9b Abs. 2 WEG).
Der Verwaltungsbeirat darf ohne Ermächtigung im Einzelfall keine Verträge für die Gemeinschaft abschließen, auch nicht mit dem Verwalter.

### Haftung
Sind Mitglieder des Verwaltungsbeirats unentgeltlich tätig, haben sie nur Vorsatz und grobe Fahrlässigkeit zu vertreten (§ 29 Abs. 3 WEG).

## Entlastung
In der Praxis hat es sich zur Regel entwickelt, den Verwaltungsbeirat nach Ablauf eines Jahres zu entlasten. Im Regelfall billigen die Wohnungseigentümer mit dem Beschluss über die Entlastung des Verwaltungsbeirats dessen zurückliegende Amtsführung im jeweils genannten Zeitraum als dem Gesetz, der Gemeinschaftsordnung und seinem vertraglichen Pflichten entsprechend und als zweckmäßig. Folge dieser Vertrauenskundgabe ist der Eintritt der Wirkungen eines negativen Schuldanerkenntnisses. Gleichzeitig sprechen die Eigentümer auf diese Weise für die künftige Tätigkeit ihr Vertrauen aus.
Ist keine Vereinbarung über den Zeitraum der Bestellung in der Gemeinschaftsordnung als Bestandteil der Teilungserklärung enthalten oder im Rahmen der Beiratsbestellung beschlossen worden, ist der Verwaltungsbeirat auf unbestimmte Zeit bestellt.